# ハナキンポウゲ
ハナキンポウゲ (学名:Ranunculus asiaticus；花金鳳花)は、キンポウゲ科キンポウゲ属の半耐寒性多年草。西アジア～ヨーロッパ東南部、地中海沿岸原産。園芸ではラナンキュラスと呼ばれることもある。原産地では、湿地に自生する多年草で、湿地に生える。属名のラナンキュラスは、ラテン語で「小さいカエル」を意味し、これは本属の植物に多く見られる菊葉と呼ばれる形状の葉を小さなカエルの足に見立てたことに由来。またタガラシなどのように水辺や湿地を好む種も多く生育域でもカエルと重複するものも多い。
十字軍がヨーロッパに持ち帰り、改良を加えて、園芸用品種がつくられた。イギリスでは18世紀を中心にフローリスト達によって育種が進み、盛んに栽培された。1777年の文献では1100品種がリストアップされている。現代の系統は主にオランダで育成されたものである。

## 園芸
園芸種は、通常、半耐寒性の球根性一年草として扱う。春に、八重～万重咲の美しい花が咲き、色も豊富で、赤、黄、白、橙、桃、紫、および複輪などがある。国内外に多くの育種家がおり現在でも日々新たな品種の開発に尽力しているため、バラやビオラ（パンジー）などと並ぶ膨大な品種数を誇る。ラナンキュラスの園芸品種の特筆すべき点は、地植え用の品種と生け花用の品種が別々に開発されている点があげられ、これは他の園芸植物では、あまり類を見ないことでもある。新品種開発の方向性は主に新しい花色とより多くの花弁の追求という方向で行われており、花色では他の植物では、あまり見かけることのない緑色の花を咲かせるものなども作られている。また花弁数では原種はたった5枚の花弁だが最新の品種の花弁数は200を超えるものもある。
いわゆる八重咲の品種を持つ植物は多く存在し中でも特にバラの八重咲品種に似た花を咲かせるものを園芸面ではバラ咲きなどと呼ぶがラナンキュラスのバラ咲き品種は他の園芸植物のそれとは一目置かれたような存在となっており、本家のバラの方に「まるでラナンキュラスの花のようである」とされ「ラナンキュラ」という品種名を与えられた者が存在する。
草液にラヌンクリン（またはラナンキュリン）という有毒物質を持ち、草液が皮膚に付着すると炎症などを引き起こすことがあるので、切り花を扱ったり植え替え作業や、ちぎれた葉などを処理する際には草液が皮膚に付着しないよう注意して扱う。
またラヌンクリンは体内に入ると二次的にプロトアネモニンとゆう心臓毒を引き起こす物質を作るので経口摂取をすると命にかかわる大事に発展することも多く、特に家庭菜園などをしている場合は、混入や取り違いに注意を要する。

## 認識
2023 年 3 月 1 日、カナダの郵便局 Canada Post は、Ranunculus asiaticus を描いた切手を発行しました。 切手は小冊子、ロール状、記念品シートとして発行されました。

### 園芸用品種
多くの園芸用品種が作出され、現在でも改良が盛んであるが、主な系統は下記の通り。
ビクトリアストレイン系
巨大輪万重咲で、育てやすく、一般的な系統。
ドリーマー系
オールドローズのような形の巨大輪。
ドワーフ系
草丈25cm程度の矮性種。
浜の虹系
ワンダーランド系

ラックス
　比較的近年に流通しだした品種系統。艶のある美しい花弁と立ちの出る花茎が特徴の他、通常のラナンキュラスより加湿に強く、国内でも球根の堀上をせずに植えっぱなしで楽しめる点など、管理が楽であるため人気の品種系統になっている。

### 栽培
- よく肥えた土と、日当たりを好む。
- 球根は、乾燥させて休眠した状態になっており、暑い時期に急速に吸水させると、腐敗しやすい。10月か11月に、筆の穂先のような球根の、先が細くなっている方を下にして、5cmくらい土がかぶるように植え付ける。株間は20～30cm。鉢植えは6寸鉢に3球植え、1cmくらい覆土する。
- 発芽したら、水と追肥は十分に与える。
- 越冬は室内に置くか、霜よけをする。寒さに当てないと、花芽が形成されない。
- 気温が高くなると、葉が枯れて休眠状態に入るので、掘り上げて乾燥させる。
- アブラムシとモグリウジバエがつきやすいので注意。